# Кабельник (фільм)
«Ка́бельник» (англ. The Cable Guy) — американський фільм режисера Бена Стіллера.

## Сюжет
Чіп Дуглас працює кабельником, його робота полягає в прокладанні телевізійного кабелю новим абонентам. Одного разу він опинився у Стівена Ковакса. По дружбі він усунув перешкоди зображення, а також нелегально підключив йому платні канали. За це Стівен дуже щедро віддячив Чіпа, після чого Чіп став думати — вони тепер нерозлучні друзі. Однак його дружба стала проявлятися дуже дивним чином — влаштуванням вечірки в квартирі Стівена, замовлення повії та фотографуванням Стівена в її обіймах. Терпіння Стівена уривається, і він говорить Чіпу, що це не може називатись дружбою і що він не бажає більше з ним спілкуватись. У відповідь Чіп починає переслідувати Стівена і його подругу. В кінці виявляється, що Чіп насправді дуже самотній, і що дружба для нього означає дуже багато.

## У ролях
- Джим Керрі — кабельник Ерні Дуглас
- Метью Бродерік — Стівен Ковакс
- Леслі Манн — Робін Гарріс
- Джек Блек — Рік
- Бен Стіллер — Сем Світ / Стен Світ
- Джордж Сігал — батько Стівена
- Діана Бейкер — мати Стівена
- Ерік Робертс — грає самого себе
- Оуен Вілсон — хлопець на побаченні з Робін
- Девід Кросс — менеджер з продажів
- Боб Оденкерк — брат Стівена
- Енді Дік — ведучий
- Сандра Тіґпен — епізодична роль
- Алекс Девід Лінц  — Тоні

## Культурні зв'язки
У фільмі є багато посилань до таких фільмів, як «Мовчання ягнят», «Водний світ», «Поле його мрії», «Зоряний шлях: Оригінальний серіал», «Опівнічний експрес» та інші.

## Нагороди та номінації
| Рік  | Премія                  | Категорія               | Фільм або серіал                 | Результат |
| ---- | ----------------------- | ----------------------- | -------------------------------- | --------- |
| 1996 | Премія MTV Movie Awards | Найкраща комедійна роль | Джим Керрі                       | Перемога  |
| 1996 | Премія MTV Movie Awards | Найкращий лиходій       | Джим Керрі                       | Перемога  |
| 1996 | Премія MTV Movie Awards | Найкраща бійка          | Джим Керрі проти Метью Бродеріка | Номінація |